# Positions
Positions е шестият студиен албум на американската певица Ариана Гранде. Издаден е на 30 октомври 2020 г.

## Списък с песните

### Оригинално издание
1. „Shut Up“
2. „34+35“
3. „Motive“ (с Дожа Кат)
4. „Just like Magic“
5. „Off the Table“ (с Уикенд)
6. „Six Thirty“
7. „Safety Net“ (с Тай Дола Сайн)
8. „My Hair“
9. „Nasty“
10. „West Side“
11. „Love Language“
12. „Positions“
13. „Obvious“
14. „POV“

### Делукс издание
1. „Someone like U“ (интерлюдия)
2. „Test Drive“
3. „34+35 Remix“ (с Дожа Кат и Меган Дъ Стелиън)
4. „Worst Behavior“
5. „Main Thing“